# ジャパンカップサイクルロードレース2013
ジャパンカップサイクルロードレース2013は、ジャパンカップサイクルロードレースの22回目のレース。2013年10月19日、20日の両日開催された。

## 出場チーム
UCIプロチーム
- オメガファーマ・クイックステップ（ ベルギー）
- レディオシャック・レオパード（ ルクセンブルク）
- キャノンデール（ イタリア）
- スカイ（ イギリス）
- チーム・サクソ - ティンコフ（ デンマーク）
- ランプレ・メリダ（ イタリア）
- ガーミン・シャープ（ アメリカ合衆国）

プロフェッショナルコンチネンタルチーム
- チャンピオン・システム（ 中国）

コンチネンタルチーム
- ジェリーベリー - プレゼンテッド・バイ・ケンダ（ アメリカ合衆国）
- アモーレ・エ・ヴィータ（ イタリア）
- チームNIPPO-デローザ（ 日本）
- チームブリヂストン・アンカー（ 日本）
- 愛三工業レーシングチーム（ 日本）
- チームUKYO（ 日本）
- シマノレーシング（ 日本）
- 宇都宮ブリッツェン（ 日本）

ナショナルチーム
- 日本

ジャパンカップクリテリウムのみ参加
- クリテリウム・スペシャルチーム

## 結果

### ジャパンカップサイクルロードレース
- 10月20日（日）151.3km[2][3][4]

| 順位 | 選手名                     | 国籍             | チーム                                        | 時間                 |
| ---- | -------------------------- | ---------------- | --------------------------------------------- | -------------------- |
| 剥奪 | マイケル・ロジャース       | オーストラリア   | チーム・サクソ - ティンコフ                   | 4時間25分00秒        |
| 1    | ジャック・バウアー         | ニュージーランド | ガーミン・シャープ                            | +44秒(4時間25分44秒) |
| 2    | ダミアーノ・クネゴ         | イタリア         | ランプレ・メリダ                              | 同                   |
| 3    | フリアン・アレドンド       | コロンビア       | チームNIPPO-デローザ                          | 同                   |
| 4    | ダビ・ロペス・ガルシア     | スペイン         | スカイ                                        | +50秒                |
| 5    | マヌエーレ・モーリ         | イタリア         | ランプレ・メリダ                              | +58秒                |
| 6    | ジョゼフ・ドンブロウスキー | アメリカ合衆国   | スカイ                                        | 同                   |
| 7    | カルロス・ベロナ           | スペイン         | オメガファーマ・クイックステップ              | 同                   |
| 8    | 西谷泰治                   | 日本             | 愛三工業レーシングチーム                      | +1分05秒             |
| 9    | ジョシュア・エドモンドソン | イギリス         | スカイ                                        | +1分33秒             |
| 10   | エリア・ファヴィッリ       | イタリア         | ランプレ・メリダ                              | +2分30秒             |
| 11   | ベン・ヘルマンス           | ベルギー         | レディオシャック・レオパード                  | +2分55秒             |
| 12   | ピーター・セリー           | ベルギー         | オメガファーマ・クイックステップ              | +2分59秒             |
| 13   | イヴァン・バッソ           | イタリア         | キャノンデール                                | 同                   |
| 14   | スティール・ヴォン・ホフ   | オーストラリア   | ガーミン・シャープ                            | +3分58秒             |
| 15   | セルゲイ・トヴェトコフ     | モルドバ         | ジェリーベリー - プレゼンテッド・バイ・ケンダ | 同                   |
| 16   | 飯野智行                   | 日本             | 宇都宮ブリッツェン                            | 同                   |
| 17   | ホセ・ビンセンテ           | スペイン         | チームUKYO                                    | 同                   |
| 18   | 野中竜馬                   | 日本             | シマノレーシング                              | 同                   |
| 19   | 平塚吉光                   | 日本             | 愛三工業レーシングチーム                      | 同                   |

山岳賞
- 3周目　マティアス・フリードマン （ ドイツ、チャンピオン・システム）
- 6周目　ルイス・エンリケ・ダビラ　（ メキシコ、ジェリーベリー - プレゼンテッド・バイ・ケンダ）
- 9周目　吉田隼人　（ 日本、シマノレーシング）

アジア最優秀選手賞
- 西谷泰治　（ 日本、愛三工業レーシングチーム）

U23最優秀選手賞
- ジョゼフ・ドンブロウスキー　（ アメリカ合衆国、スカイ）

※マイケル・ロジャースはレース後のドーピング検査で禁止薬物クレンブテロールの陽性が疑われる反応が出た。しかしロジャース側は中国滞在中に食べた肉の影響であると主張し、それが認められ資格停止処分とはならなかった。ただ、ジャパンカップの優勝は取り消しとなった。

### ジャパンカップクリテリウム
- 10月19日（土）31.0km[8]

| 順位 | 選手名                   | 国籍           | チーム                                        | 時間     |
| ---- | ------------------------ | -------------- | --------------------------------------------- | -------- |
| 1    | スティール・ヴォン・ホフ | オーストラリア | ガーミン・シャープ                            | 42分38秒 |
| 2    | ベルンハルト・アイゼル   | オーストリア   | スカイ                                        | 同       |
| 3    | マッテオ・トレンティン   | イタリア       | オメガファーマ・クイックステップ              | 同       |
| 4    | ブラッド・ハフ           | アメリカ合衆国 | ジェリーベリー - プレゼンテッド・バイ・ケンダ | 同       |
| 5    | 別府史之                 | 日本           | クリテリウムスペシャルチーム                  | 同       |
| 6    | マット・ブラマイアー     | アイルランド   | チャンピオン・システム                        | 同       |
| 7    | マティアス・フリードマン | ドイツ         | チャンピオン・システム                        | 同       |
| 8    | 盛一大                   | 日本           | 愛三工業レーシングチーム                      | 同       |
| 9    | ペーター・サガン         | スロバキア     | キャノンデール                                | 同       |
| 10   | 大久保陣                 | 日本           | チームUKYO                                    | 同       |

スプリント賞
- 5周目　中根英登（ 日本、チームNIPPO-デローザ）
- 10周目　ネルソン・オリヴェイラ（ ポルトガル、レディオシャック・レオパード）
- 15周目　ネルソン・オリヴェイラ（ ポルトガル、レディオシャック・レオパード）